# 三豊市立みとよ市民病院
三豊市立みとよ市民病院 (みとよしりつみとよしみんびょういん)は、香川県三豊市詫間町にある医療機関。三豊市が設置する公立病院（市区町村立病院）であり、北三豊地区の中核病院である。旧三豊市立永康病院（みとよしりつえいこうびょういん）。

## 沿革
1949年3月に詫間町香田地区の旧海軍航空隊の営舎跡に開設された北三豊国民健康保険町村組合立永康病院が前身。その後、1961年12月に現在地に移転し、1981年に本館の整備を行った。2000年4月から介護療養型医療施設及び居宅介護サービスを開始、2006年の町村合併により三豊市立永康病院となった。2022年5月に新築移転し三豊市立みとよ市民病院と改称した。

### 年表
公式サイトから引用する。
- 1949年（昭和24年）- 3月：北三豊国民健康保険町村組合立永康病院として詫間町香田地区の旧海軍航空隊の営舎跡に開設
- 1949年（昭和24年）- 11月：病床数60床で診療開始
- 1953年（昭和28年）- 11月：北三豊町村連合立国民健康保険直営永康病院と改称、病床数207床（一般36床、結核171床）
- 1955年（昭和30年）- 4月：町村合併により詫間町立国民健康保険永康病院と改称
- 1961年（昭和36年）- 12月：現在地に新築移転、精神・神経科を新設　病床数113床（一般40床、結核32床、精神41床）
- 1981年（昭和56年）- 1月：一般病棟・管理棟を増改築（鉄筋コンクリート5階建）
- 1986年（昭和61年）- 3月：精神・精神科病棟を増改築、精神病床を120床に増床　病床数　212床（一般60床、結核32床、精神120床）
- 1988年（昭和63年）- 1月：耳鼻咽喉科、リハビリテーションセンターを新設
- 1998年（平成10年）- 4月：精神科病床を59床に減床
- 1999年（平成11年）- 1月：療養型病床群を設置、病床数　199床（一般92床、療養48床、精神59床）
- 1999年（平成11年）- 4月：歯科を廃止
- 2000年（平成12年）- 4月：泌尿器科を開設、介護療養型医療施設及び居宅介護サービスを開始
- 2004年（平成16年）- 4月：病院給食の全面委託、歯科の跡を検診センターに改装
- 2005年（平成17年）- 10月：眼科を開設
- 2006年（平成18年）- 1月：町合併により、三豊市立永康病院と改称
- 2022年（令和4年）5月　- 新築移転し三豊市立みとよ市民病院と改称した。

## 診療科
- 内科
- 外科
- 整形外科
- リハビリテーション科
- 精神科
- 神経科
- 心療内科
- 脳神経外科
- 耳鼻咽喉科
- 眼科
- 泌尿器科
- 小児科
- 臨床検査科

### 廃止された診療科
- 産科（1987年1月に廃止）
- 婦人科（1987年1月に廃止）
- 歯科（1999年4月に廃止）

## 指定施設
- 救急指定病院
- 日本整形外科学会専門医研修施設
- 日本アレルギー学会アレルギー専門医教育研修施設
- へき地医療拠点病院
- 広域救護病院

## 交通アクセス
公共交通機関
- JR四国予讃線詫間駅から車で約5分、徒歩約20分
- 三豊市コミュニティバス 「みとよ市民病院」下車。

自家用車
- 高松自動車道：三豊鳥坂ICから約10分、さぬき豊中ICから約20分